# Åke Karlström
Ernst Gustaf Åke Karlström, född 5 oktober 1914 i Järnboås i Örebro län, död 14 maj 2005 i Laholm, var en svensk direktör.

## Biografi
Karlström var son till folkskolläraren Gustaf Karlström och Rut Rendahl. Han tog teknisk studentexamen i Örebro 1936 och studerade vid Chalmers tekniska högskola 1941. Karlström var ingenjör vid signalavdelningen vid Statens Järnvägar 1941-1946, elingenjör vid Trafikaktiebolaget Grängesberg–Oxelösunds Järnvägar 1947-1950 och överingenjör 1950-1956 samt var VD 1957-1975. Han var VD i Lamco i Monrovia 1960-1963, vice VD i Gränges International Mining i Jeddah 1975-1980 samt VD och ordförande i Svenska järnvägsförbundet och Svenska järnvägarnas arbetsgivarförbund 1971-1975.
Han var president i Nordiska järnvägsmannasällskapet 1970-1974 och skrev artiklar i facktidskrifter.
Karlström gifte sig 1940 med folkskolläraren Christina Ericson (1917–2006), dotter till bankkamrer Johannes Ericson och Elsa Samuelsson. Han var far till Mikael (född 1944), Åsa (född 1947) och Suzanne (född 1953).

## Utmärkelser
- Hemvärnets förtjänstmedalj i guld (HvGM)[1]